# 本州アイヌ
本州アイヌ（ほんしゅうアイヌ）とは、17世紀から19世紀頃の間に北海道から渡海し本州北部に居住していたアイヌ民族を指す。弘前藩や盛岡藩などの文書から、江戸時代の時点で本州北端（現在の青森県）での居住が確認できる（文書には「狄」や「夷」として登場する）。また、アイヌ語で青森は「隣の国」を意味する「アウンモシㇼ 」（アイヌ語: Awunmosir）と呼ばれる。

## 前史
古代東国の蝦夷（えみし）をアイヌまたはその祖先とする説があるが、「蝦夷」の定義が時代によって変動しているため断定できない。現在の研究では、馬を飼う習慣の有無や言語間の違いなどから「古代の蝦夷がアイヌそのものである」または「古代の蝦夷の全てがアイヌの祖先である」とする説は否定されつつあり 、蝦夷は本土の日本人に近かったとのDNA調査結果も出ている。

本州におけるアイヌ語と日本語の言語接触

山田秀三らによれば、仙台市付近以北（太平洋側）・秋田県以北（日本海側）には明らかにアイヌ語と解釈できる地名が分布し（アイヌ語#本州島の地名参照）、この地域については続縄文文化の後北式土器の分布と重なるとの指摘もある。しかし八木光則氏は「後北C2・D式の分布とぺつ系地名を比較すると、強い相関関係は認められない。「続縄文」文化の濃密下北ー盛岡はとくにアイヌ語系地名の濃密な地域とはなっていない。またナイ地名が濃密な秋田県南部では後北C2・D式は出土していない。」と記している。

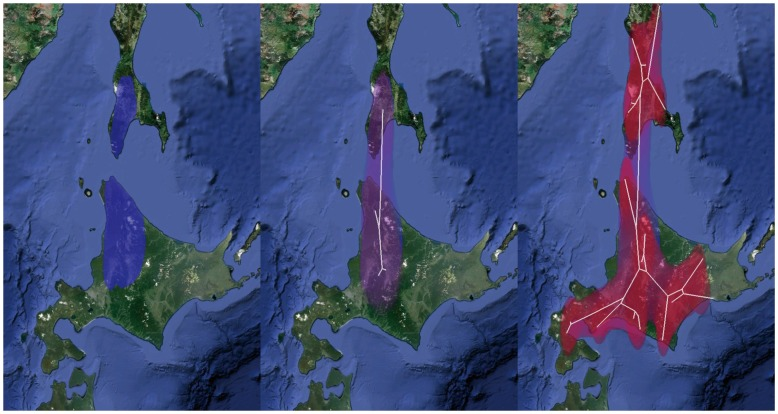
推定されるアイヌ語の起源地と拡散

東北縄文人の遺伝子は北海道縄文人に近縁であるというデータもあるが、ミトコンドリアDNAでは日本列島現代人の中でアイヌが最も高い頻度で表れるハプログループ Y1 の遺伝子型が北海道、東北の縄文人には見られないことと、縄文人とアイヌとの間に1500年間の空白期間とミッシング・リンクがあることから縄文人とアイヌの関連性は薄い。さらにそれを裏付けるようにY染色体ハプログループにおいてもニヴフ、ウィルタなど北方民族グループに多く含まれアイヌの特徴をも代表するC3(現在はC2-M217)がアイヌ自身に13%あるのに対して、アイヌ地名が少ない九州がアイヌに次いで8%、徳島は3%、静岡と東京は2%、アイヌ語地名が多いとされる青森は0%となっていて本州北部住人とアイヌの関係性も薄い。

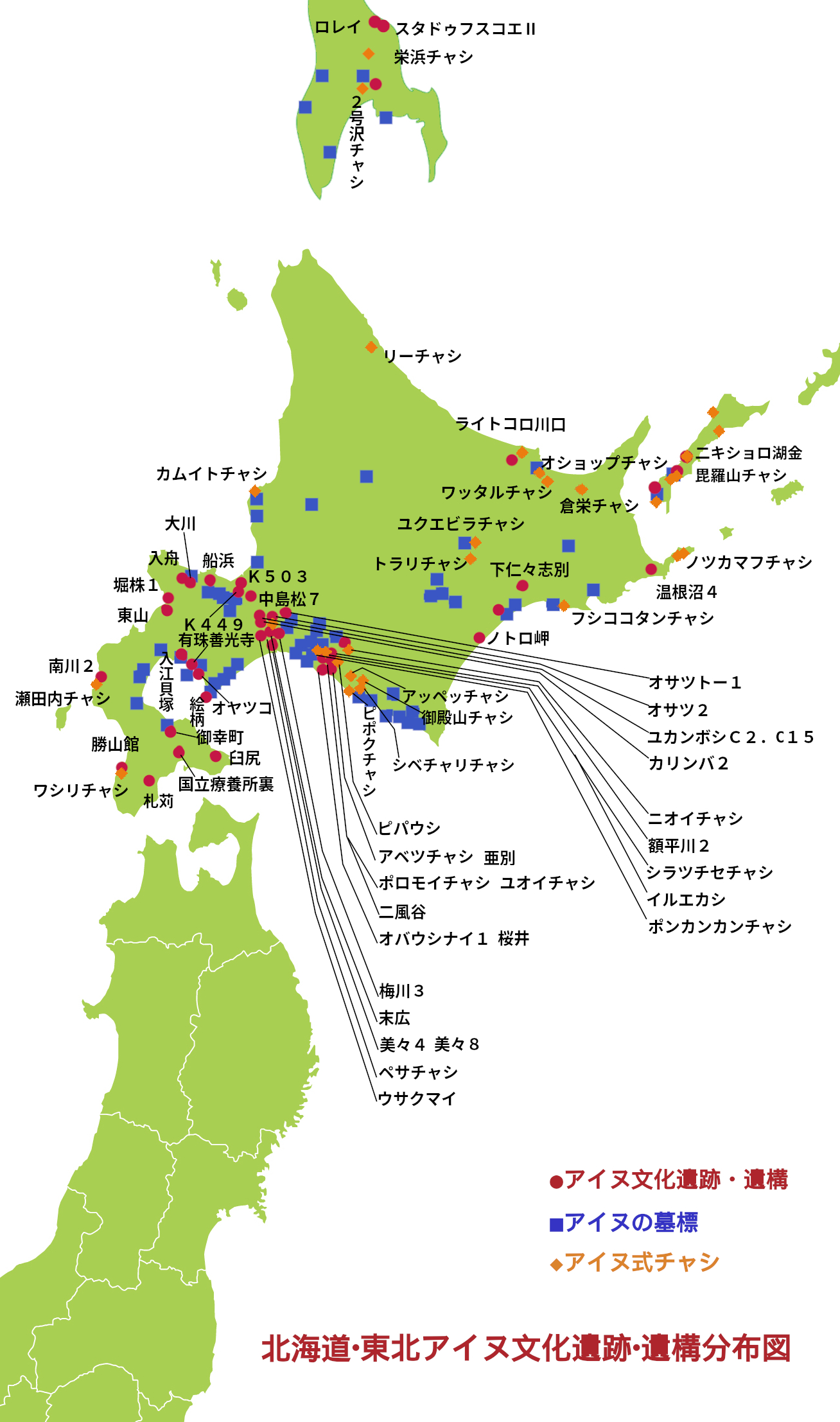
北海道･東北のアイヌ遺跡遺構分布図

また言語においても両者の関係性は希薄であり、北海道方言、津軽弁、南部弁を含めほとんどの方言の言語学的特徴（言語学的類型論）は大和言葉であり日本語であるのに対してアイヌ語の言語学的特徴は動詞の人称変化や名詞と動詞を合体させた包合語があるなど日本語文法構造とは全く異なる別系統の孤立した言語となっている 。言語類型の観点から言えばアイヌ語は北米インディアン諸語（南米グアラニー語などを含む）との間で最も共通点が多いとされている。
アイヌ式遺跡・遺構は13世紀の鎌倉時代後期から北海道の北部から東部に現れはじめ道央へと広がり、元朝の衰退に伴って14世紀には再び南樺太まで進出していくが、和人地があった道南に見られるようになるのは15世紀のコシャマインの戦い以降であり、本州にまでアイヌ式遺跡・遺構は至っていない。稀に室町時代の日本建築の城跡からアイヌが所有していた陶磁器などの遺物はでることはあるが、基本的に本州においては今現在までアイヌの遺跡・遺構・遺骨は出土していない。

## 中世
中世においては、津軽海峡を挟んだ蝦夷地と津軽半島・下北半島の間で交流が盛んに行われ、特に津軽半島北西部の十三湊は交易拠点として栄えた。海峡を挟んでの交易はその後も松前藩が商場知行制で自由交易を制限するまで活発であったと推定され、『津軽一統志』によると石狩アイヌの首長ハウカセが「我々先祖は高岡（弘前の旧称）へ参、商仕候」（我々の先祖は高岡へ参って商いをしていた）と述べたという。
南部町にある三戸南部氏の居館聖寿寺館跡からは、「シロシ」と呼ばれる刻印の入った陶磁器・ガラス玉・骨角器、またクマの犬歯を加工した装飾品など、様々な中世アイヌ文化特有の出土品が見つかっており、居館内で和人と交易相手（もしくは傭兵や使用人） のアイヌが長期間共生していた可能性が指摘されている。

## 近世津軽
戦国時代末期、鼻和郡各地で大浦氏（のちの津軽氏）とアイヌの間で「蝦夷荒（えぞあれ）」と呼ばれる抗争があった（『津軽徧覧日記』）ほか、1581年（天正9年）に中村（現・鯵ヶ沢町）で「狄蜂起」を鎮圧し（『由緒書抜 上』）、同時期に喜良市村（現・金木町）で「狄之酋長」を討ち取った（『由緒書抜御目見以下之面々』）との記録がある。この「狄之酋長」らは浪岡北畠氏の配下にあった飯詰朝日氏が北海道から招き雇い入れたアイヌ傭兵であり、これらアイヌ傭兵は朝日氏の家臣として他の和人の家臣と同等の扱いだったとされている。
1645年（正保2年）の『陸奥国津軽郡之絵図』には、津軽半島北端の三厩（現・外ヶ浜町）周辺、半島北西端の小泊（現・中泊町）周辺、夏泊半島北端（現・平内町）に「狄村（えぞむら）」が記されている。『津軽一統志』には、1669年（寛文9年）時点で津軽半島に計42軒（177名）の「狄家」が存在したと記されている。この頃蝦夷地で起こったシャクシャインの戦いでは、弘前藩の出兵に際して津軽のアイヌが通訳や交渉役として随行している。古川古松軒の「東遊雑記」によると、これらのアイヌは『津軽一統志』にあるような三厩や外が浜の海岸で狄家として弘前藩に掌握されていた人たちで、正保年間(1644-1648)の蝦夷地（北海道）のオニビシとカモクタインのシベチャリ戦争のときに北海道から戦禍を逃れて津軽へ渡ってきたという。北海道へ送還されると殺されるので津軽にとどまることを藩に嘆願して滞在を許されていたとされている。
当時の津軽半島のアイヌは漁労中心の生活で僅かな畑しか持たず、海産物・熊皮・貝の玉・オットセイ・鷹などを藩に献上することで米や金銭を得ていた。献上儀式は「御目見」と呼ばれ、「狄装束」を着用して行われた。寛文から元禄までの弘前藩の御目見の記録からは「かふたいん」「るてるけ」「へきりは」「ちせかる」などの人名が確認できる。藩の統制のもと、小廻（領内の海運）に携わる者（「狄船」と称された）や往来で宿を営む者もいた。
1756年（宝暦6年）、乳井貢の改革で外が浜の「狄」は人間として扱われるようになり、1806年（文化3年）には「王民」に編入（約200名）され、他の領民との格差が解消されていったが、それは一方で、漁業などでの特権喪失と藩からの諸役負担を意味し、和人への同化を促すものであった。宝暦の改革時には、同化を拒んで山中に逃げ込む者もいたという。

## 近世下北
下北半島ではこれまでに、脇野沢村（現・むつ市）でアイヌ刀が、東通村尻屋崎近くの大平貝塚（17世紀後半頃）で北海道のアイヌが海獣類の捕獲に用いる銛頭が発見されている。近世下北のアイヌに関する文献資料は津軽と比べて少ないが、1665年（寛文5年）7月21日の盛岡藩雑書に、御目見のために田名部（現・むつ市）から盛岡に呼ばれた3人の「夷」が暇乞いの際に南部重信から「夷太刀」を下賜されたとの記録がある。また、脇野沢村にある悦心院の過去帳には、1715年（正徳5年）と1723年（享保8年）に死亡した男性に「ゑびす」との記載がある。